# 宜家天津东丽商场
宜家天津东丽商场是一家位于中国天津市东丽区的大型家具商场，是宜家家居在中国大陆的开设的第十家商场，亦是宜家家居在中国大陆的第一家欧洲的标准店。宜家天津商场始建于2009年12月19日，并于2012年2月10日正式对外营业，商场营业面积为45736平方米。

## 历史
宜家天津东丽商场于2009年12月19日在东丽区开工建设。2011年11月3日，商场营业面积为45736平方米的宜家家居天津体验中心在天津河东万达广场落成。该体验中心分为宜家理念区、家居样板间和现场活动区、会员招募区三部分，宜家家居天津体验中心于2012年1月16日关闭。2012年2月7日至2月8日，宜家天津东丽商场对会员进行了部分开放并举行了一系列活动，其中在2月7日会员日当天，天津宜家的7万多的会员只有1万人消费，但商场的销售额突破了200万元人民币。2012年2月10日，宜家天津东丽商场正式开业。

## 商场概况
宜家天津东丽商场位于天津市东丽区津塘公路433号，商场共分为三层，商场一层为入口大厅和停车场，如果算上商场外的地面停车场，宜家天津商场共设有1960个免费停车位，商场二层为家具自提区和收银台，商场三层分为家具展间区、家居用品区、顾客餐厅区和斯马兰儿童乐园，其中，家具展间区设有64间涉及客厅、卧室、餐厅、厨房、书房、卫生间等各个功能区域的样版间；家居用品区陈列了7500种家居用品；顾客餐厅区设有650个座位供顾客就餐。此外，商场三层的斯马兰儿童乐园是中国大陆地区最大的宜家儿童乐园。

## 交通方式
- 天津地铁九号线：东丽开发区站
- 天津公交：宜家家居东丽站：806路，830路，856路

## 相关页面
宜家天津中北商场

## 内部链接
- 宜家家居